# 范胥
范胥（？—？），南阳順陽（今河南省淅川县李官桥镇）人，順陽范氏第十一代。南朝梁其間曾任國子博士、鄱陽內史，在任時去世。在東晉時期曾任安北將軍范汪之七世孫。其父范縝為南朝齊中書郎、國子博士及著有《神滅論》一書。有兩子，范迪曾為北周尚書左丞，范遹曾為北周中衛、東平王長史。另有一孫范裒。

## 參看
- 順陽范氏